# Giving You Up
"Giving You Up" é uma canção da artista musical australiana Kylie Minogue, contida em seu nono álbum de grandes êxitos Ultimate Kylie (2004). Foi composta e produzida por Miranda Cooper e Brian Higgins — conhecidos coletivamente como Xenomania —, com escrita adicional por Tim Powell, Lisa Cowling, Paul Woods e Nick Coler. A faixa é uma das duas gravadas para a coletânea, e foi adicionada juntamente com "I Believe in You", emitida como o primeiro single do disco. Posteriormente, "Giving You Up" foi lançada em 25 de março de 2005 como o segundo foco promocional do álbum, através da Parlophone, somente na Europa e Oceania, também sendo comercializada em formato físico, como CD single e vinil.
Musicalmente, "Giving You Up" é uma canção derivada do dance-pop que apresenta uso de sintetizadores e teclados. Suas letras falam sobre uma mulher tentando fazer um homem tímido se abrir no relacionamento. A composição recebeu análises mistas de críticos musicais, os quais a compararam com os trabalhos da cantora com Fever. No entanto, criticaram a produção da faixa, dizendo que esta era "sutil". Comercialmente, obteve um desempenho mediano, listando-se nas vinte primeiras colocações em diversos países como Escócia, Austrália, Espanha, Reino Unido, Finlândia e Irlanda.
O vídeo musical correspondente foi dirigido por Alex Courtes e Martin Fougerol. O projeto foi gravado em fevereiro de 2005 e lançado no final deste mês, e retrata a cantora como uma gigante vagando pelas ruas e clubes de Londres à noite, sendo recebido mixadamente pelos críticos, e consequentemente tendo uma indicação como Best International Video na 15ª cerimônia anual do MVPA Awards. Minogue apresentou "Giving You Up" somente na turnê Showgirl: The Greatest Hits Tour (2005) no primeiro ato desta, onde a cantora, quando terminava de apresentar "In Your Eyes", cantava a canção e a performance era apoiada por dançarinos usando fantasias enfeitadas com penas verdes e pretas.

## Antecedentes e divulgação

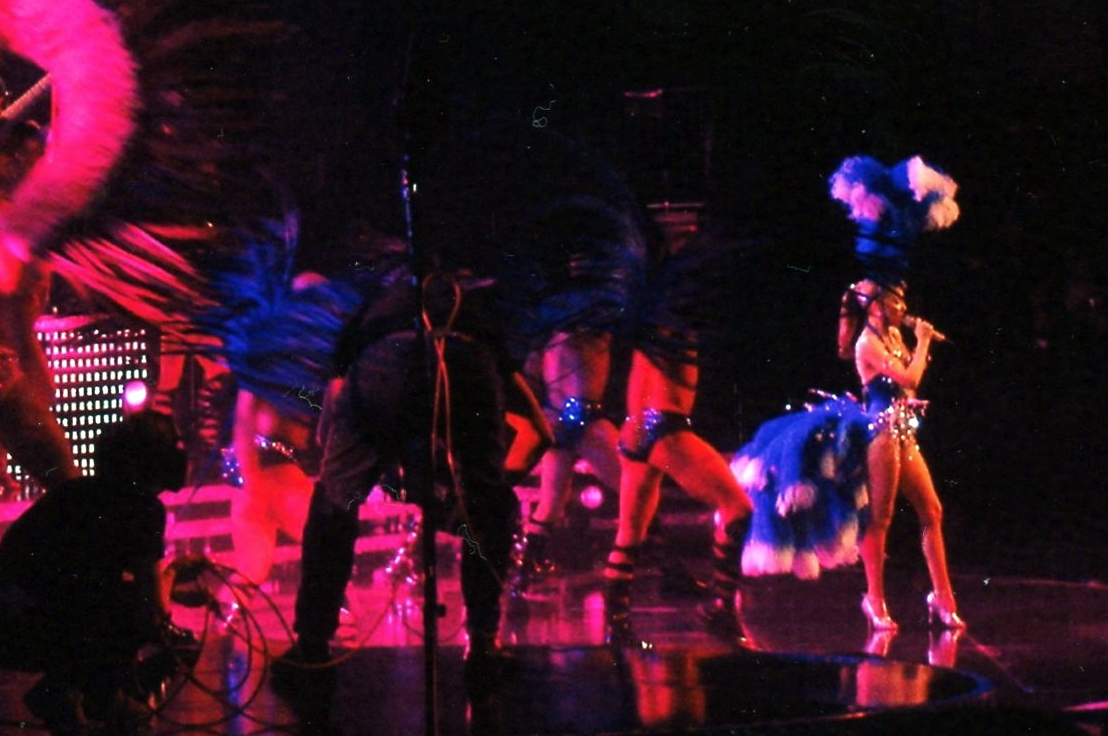
Minogue no ato Showgirl da turnê Showgirl: The Greatest Hits Tour (2005), única digressão onde a canção foi interpretada.

Em agosto de 2004, foi anunciado que Minogue estaria gravando faixas novas em estúdios do Reino Unido, dando rumores de que poderia ser algum tipo de material natalino. Posteriormente, foi anunciado um mês depois que a artista estaria lançando um disco de grandes sucessos seus, intitulado Ultimate Kylie, tendo duas faixas novas, sendo elas "I Believe in You" e "Giving You Up"; Jake Shears e Babydaddy esteve a cargo da produção da primeira, enquanto a segunda foi produzida por Brian Higgis e Xenomania. Também foi lançado um DVD de mesmo nome, contendo diversos vídeos musicais da cantora, coincidindo com a distribuição do álbum. No mesmo comunicado, foi anunciado que "I Believe in You" seria o primeiro single do disco.
"Giving You Up" foi distribuída mundialmente, exceto na Oceania, como o segundo e último single do CD em 25 de março de 2005, dia no qual foi distribuída como um extended play (EP) digital que inclui remixes e um lado B intitulado "Made of Glass". Em 28 do mesmo mês, a obra foi lançada em território britânico e alemão em formato físico, e continha a faixa original e o lado B. No entanto, a versão lançada em 11 de abril daquele ano para a Austrália e Nova Zelândia continha mais dois remixes e o respectivo vídeo musical da canção. A faixa também foi lançada no Reino Unido em uma versão limitada de vinil em doze polegadas. Minogue apresentou "Giving You Up" somente no primeiro ato da turnê Showgirl: The Greatest Hits Tour (2005), intitulada Showgirl. Após a apresentação de "In Your Eyes", canção incluída no álbum Fever, as luzes do palco escureceram-se por alguns segundos. Nisto, a apresentação começa tocando os sintetizadores da faixa, e Minogue começa a cantar com dançarinos usando fantasias enfeitadas com penas verdes e pretas.

## Composição e recepção crítica
"Giving You Up" é uma canção produzida pelo duo Xenomania, enquanto seu estilo musical é derivado do dance-pop. A faixa emprega o uso de teclados e apresenta uma "vibração do synthpop da década de 1980", de acordo com um revisor do portal Dusk411. Liricamente, a faixa se refere a uma mulher tentando fazer um homem tímido se abrir no relacionamento — algo percebido em linhas como "O que você quer é o que você não conhece / Me excite e observe o seu ego". O mesmo revisor descreveu a mensagem como "ingênua" e disse que em um relacionamento, alguém "só pode mudar se quiser".
Jason Shawahn, do portal About.com, chamou a canção de "um pulsar pouco sensual" e escreveu que isto traz "Minogue em seu melhor". Já Chris Taylor, do portal de música MusicOMH, ficou menos impressionado, e denotou que a canção não foi "um dos singles mais inspirados de Kylie". Nick Sylvester, revisor do portal Pitchfork Media, chamou a canção de "um retorno ao grande som electro de Fever, mas com uma produção sutil: todo o sintetizador serrado é puxados para trás e lixado, de modo que a voz de cabeça de Kylie não tenha que passar por oito filtros adicionais para competir com a cerda".

## Vídeo musical

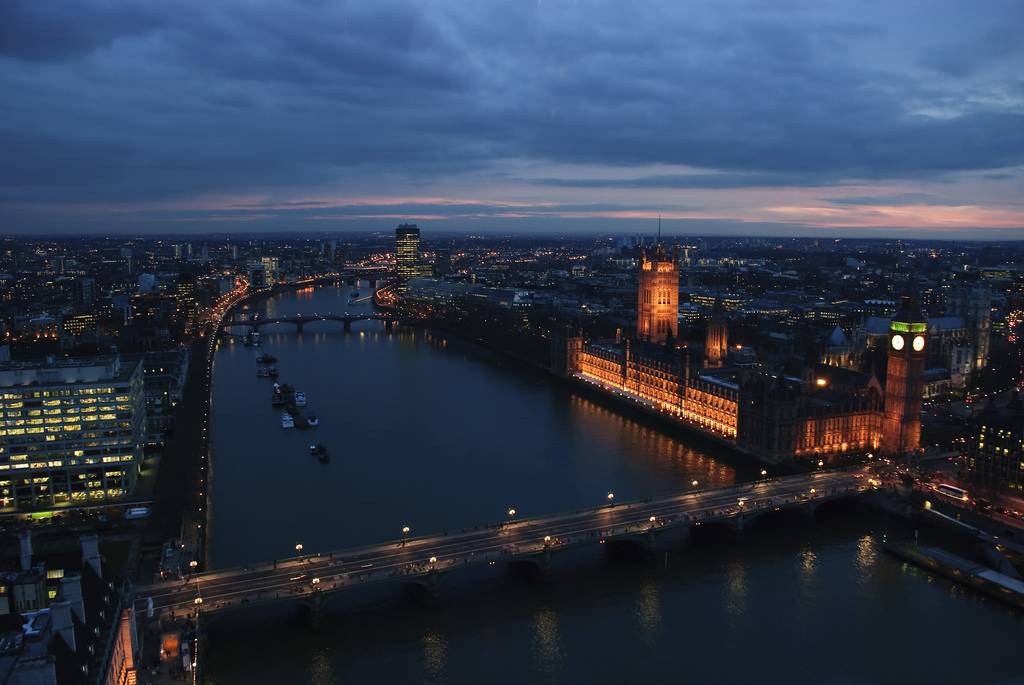
Imagem de Londres, local onde a cantora anda pelas ruas e clubes no vídeo musical.

O vídeo musical de "Giving You Up" foi filmado em fevereiro de 2005 em Londres, Inglaterra. Foi dirigido por Alex and Martin, sendo divulgado em 25 de fevereiro de 2005 pelo programa Top of the Pops e em seguida, no sítio oficial da cantora. No vídeo musical, Minogue é retratada como uma gigante andando pelas ruas e clubes de Londres. Durante a primeira estrofe, a cantora anda em um túnel cantando a faixa. Na ponte, o local onde a cantora estava muda, com esta andando nas ruas da cidade; estas cenas também apresentam Minogue dançando na frente de um táxi. A terceira sequência do vídeo mostra a artista em um clube, ignorando um rapaz que é tímido; as últimas cenas mostram este dançando, enquanto que, no final do teledisco, a cantora sai do túnel.
Jack Marx, do blog de música feito para o The Sydney Morning Herald, intitulado Radar, disse que o vídeo da faixa mostra Minogue como sendo uma "monstruosidade do potencial horror" e que "é justo dizer que a maioria dos homens que ela encontra em sua jornada pela cidade não tem sentimentos fortes como eles geralmente podem ter por nossa Kylie". Já o VideoStatic, sítio que anuncia lançamentos de vídeos musicais, disse que a cantora estava "sensual" no vídeo.

## Faixas e formatos
| CD single |                 |         |  |
| N.º       | Título          | Duração |  |
| 1.        | "Giving You Up" | 3:31    |  |
| 2.        | "Made of Glass" | 3:11    |  |